# Johann Holtz (Grafiker)

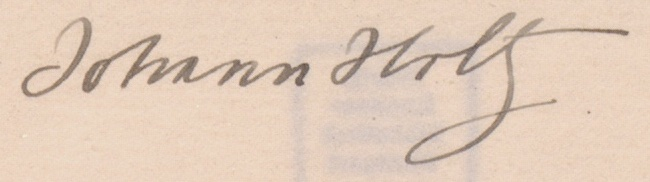
Unterschrift von Johann Holtz

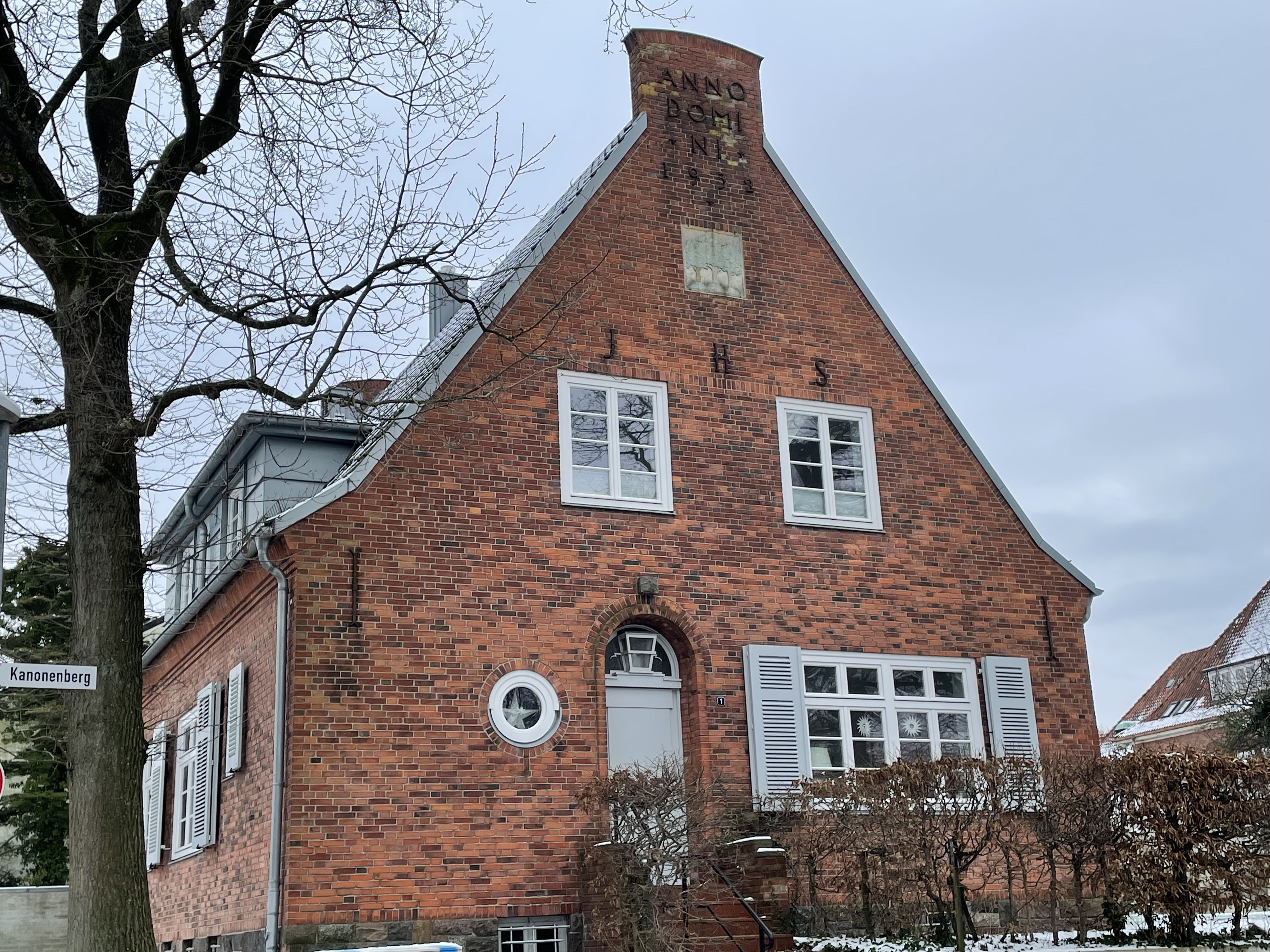
Wohnhaus von Johann Holtz, Kanonenberg 1, Flensburg

Johann Christian Anton Holtz (* 2. März 1875 in Tondern; † 28. Juni 1944 in Flensburg) war ein deutscher Maler, Grafiker, Buch- und Schriftkünstler sowie Illustrator.

## Leben
Holtz’ Vater war Schornsteinfegermeister. Als Johann Holtz elf Jahre alt war, zog die Familie von Tondern nach Flensburg, der Vater wurde hier Bezirksschornsteinfegermeister. Holtz besuchte hier die Städtische Handelsschule, wo der angesehene Landschafts- und Porträtmaler Jacob Nöbbe sein Zeichenlehrer wurde. Nach einer Malerlehre war Holtz im Frühjahr 1895 und im Sommer 1898 Malergeselle in Zürich. Zwischen 1895 und 1898 besuchte er die Großherzoglich Badische Kunstgewerbeschule in Karlsruhe. Von Ende 1899 bis 1901 arbeitete er in Hamburg als kunstgewerblicher Zeichner bei Georg Hulbe. Anschließend war er in der Kgl. Hofbuchbinderei Collin in Berlin tätig.
1903 ermöglichte ihm der Direktor des Flensburger Museums, Heinrich Sauermann, eine Ausstellung mit eigenen Werken, die Holtz neben seiner eigentlichen Arbeit geschaffen hatte. Ausgestellt waren Bucheinbände, Vorsatzpapiere, kunstgewerbliche Zeichnungen und Entwürfe, Aquarelle, Exlibris, Federzeichnungen, Entwürfe für Ehrendiplome sowie Stellschirme und Kästen.

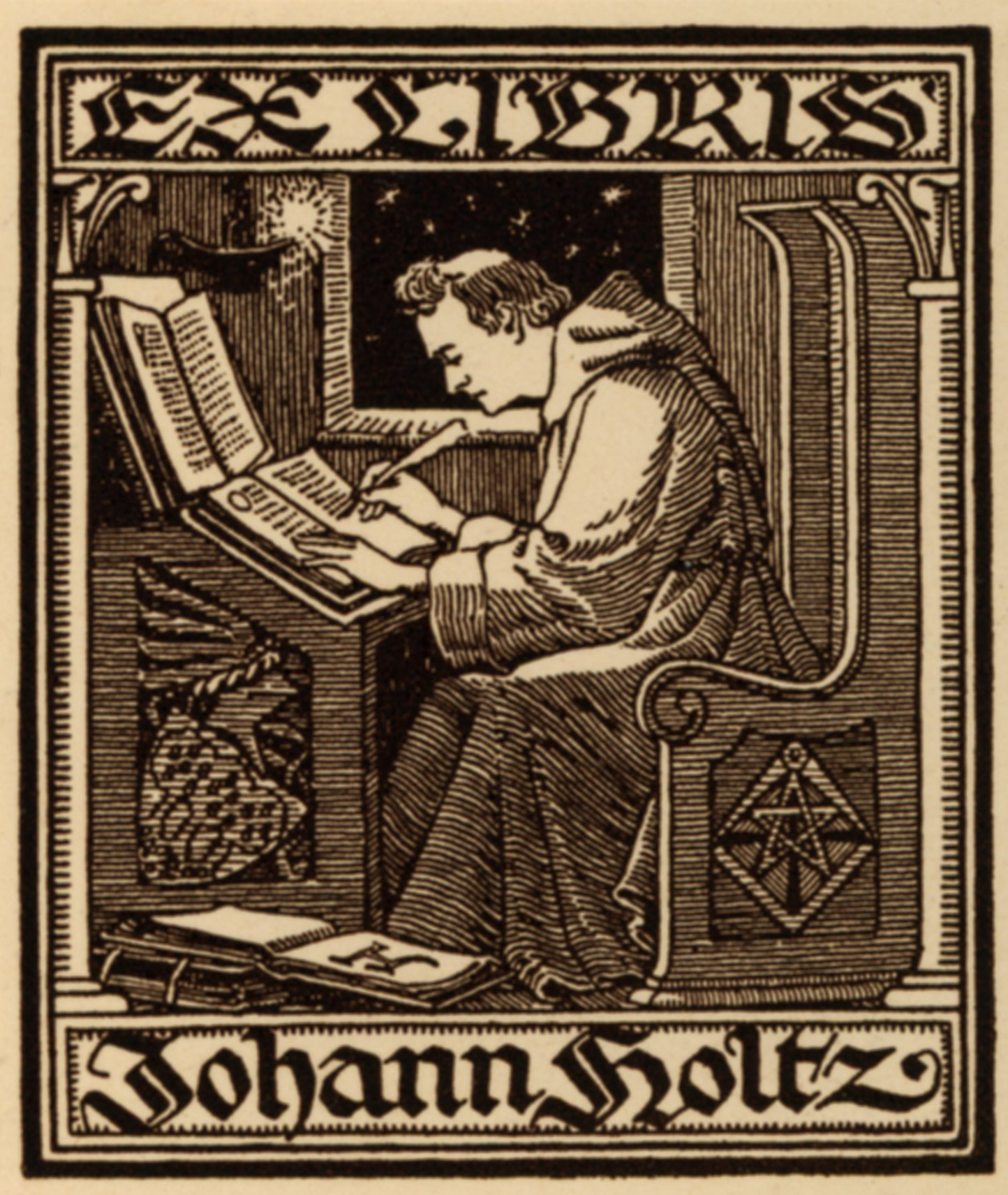
Exlibris Johann Holtz

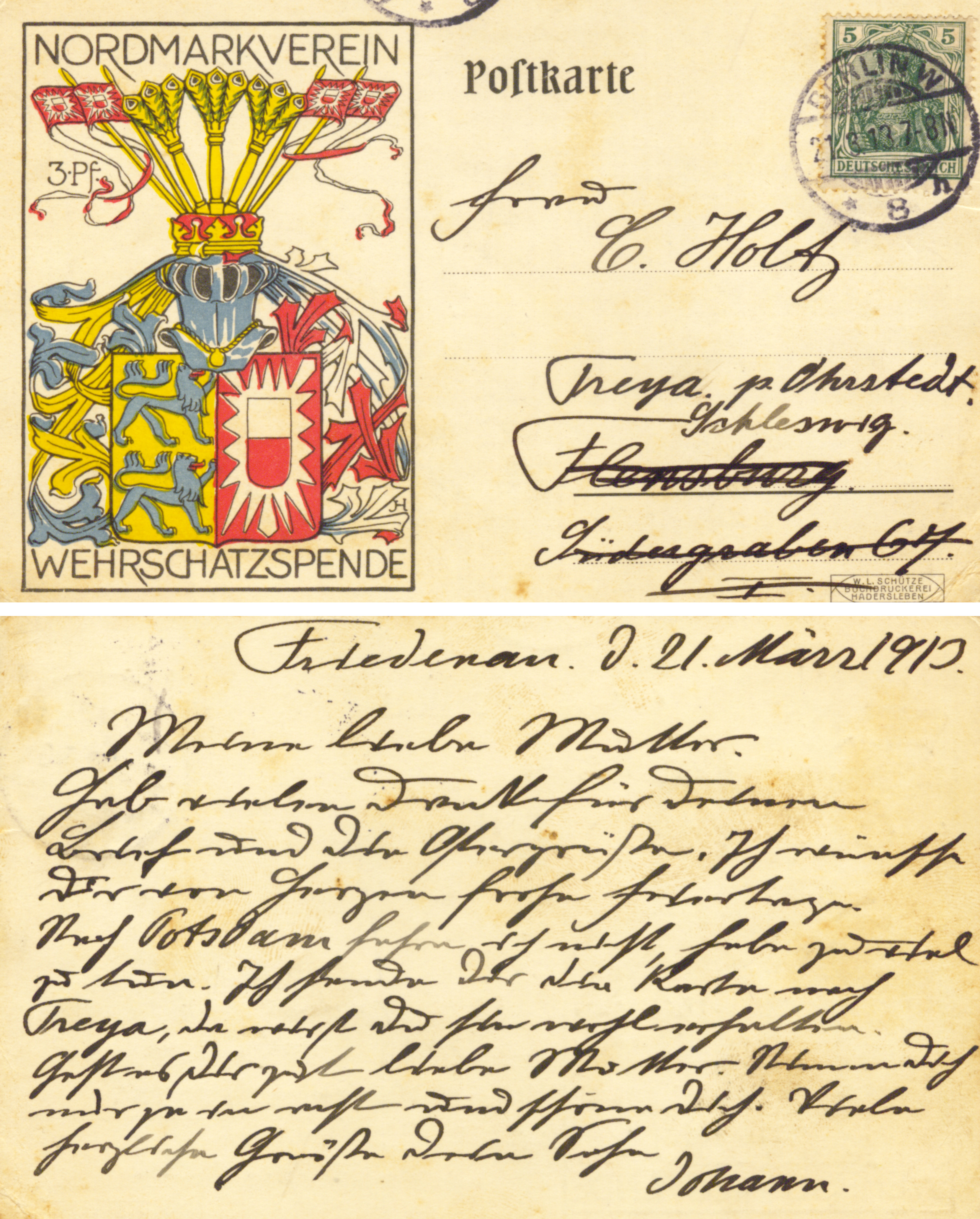
Postkarte, die Johann Holtz 1913 an seine Mutter schickte. Das Motiv "Nordmarkverein. Wehrschatzspende" hatte er selbst entworfen.

Vermutlich ab 1904 betrieb Holtz ein eigenes Atelier in Berlin und konnte dank mehrerer Stipendien auch seine Studien fortsetzen. Mit einem Staats-Stipendium verbrachte er den Winter zu Studienzwecken in Paris, von 1912 bis 1913 reiste er nach Schottland, Belgien, Italien und Algier. 1913 gab Holtz im Auftrag des Berliner Kaiser-Friedrich-Museums einen Schriftkurs in Posen, 1914 hielt er sich mit dem befreundeten Schriftsteller Wilhelm Lobsien auf Sylt auf. Holtz war mit einem Teil seiner Werke in der Kölner Werkbundausstellung und auf der Leipziger BUGRA vertreten.
Im Ersten Weltkrieg leistete Johann Holtz Kriegsdienst als freiwilliger Krankenpfleger und war in Polen und Russland eingesetzt. Auf Grund von Krankheit wurde er 1917 vorzeitig aus dem Kriegsdienst entlassen.
1920, nach dem Ersten Weltkrieg, heiratete er Martha Suter aus Zürich. Im gleichen Jahr verlegte er seinen Wohnsitz nach Flensburg, wobei er den Winter häufig in der Schweiz zubrachte. Den größten Teil seines Lebensunterhaltes verdiente Holtz mit gebrauchsgrafischen Arbeiten. Seine kalligrafischen Arbeiten waren dagegen sehr zeitaufwendig und konnten nur eine kleine finanzkräftige Liebhaberschicht ansprechen.
1930 widmete das Kunstgewerbemuseum Flensburg Johann Holtz eine zweite eigene Ausstellung, in der Handschriften, Buchkunst und Gebrauchsgrafik gezeigt wurden. 1932 ließ sich Holtz vom Architekten Carl Andresen ein eigenes Wohnhaus in Flensburg, auf dem Grundstück Kanonenberg 1, errichten. Am Giebel des Hauses befindet sich das von Holtz entworfene eigene Wappen. 
In der Zeit des Nationalsozialismus erhielt Holtz zahlreiche öffentliche Aufträge, da seine an historischen Vorbildern orientierte Schriftkunst dem nationalsozialistischen Geschmack entsprach. So fertigte er mehrere Pergamenthandschriften mit Auszügen von Hitler-Reden an und gestaltete Urkunden und Ehrenbriefe für NSDAP-Mitglieder.
Der Nachlass von Johann Holtz befindet sich in der Stiftung Schleswig-Holsteinische Landesmuseen Schloss Gottorf, weitere Arbeiten und Archivalien sind in den Sammlungen des Museumsberg Flensburg aufbewahrt.

## Werk

### Kalligrafie

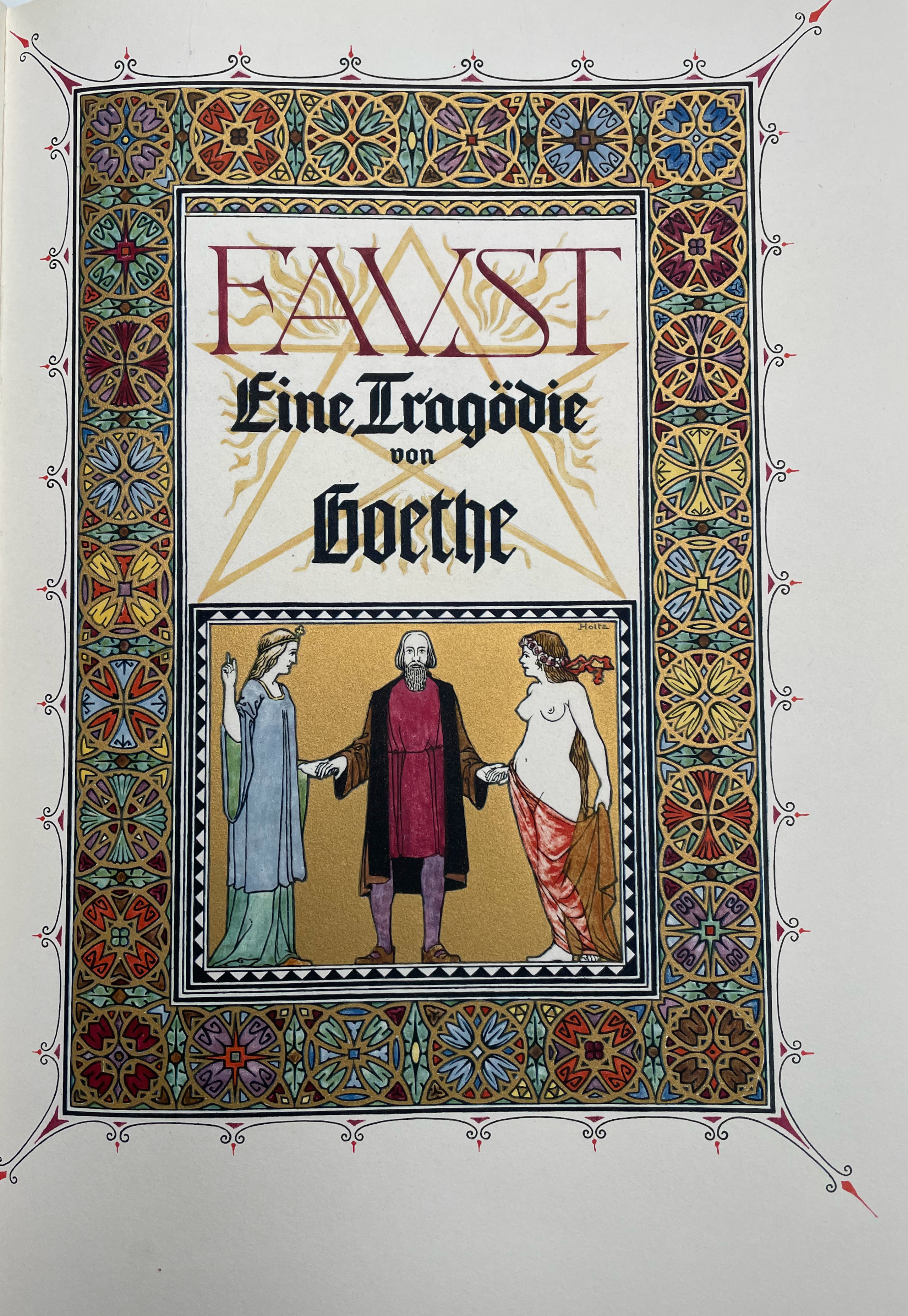
Faust I, Handschrift und Illustrationen von Johann Holtz

Holtz fertigte mehrere handgeschriebene und mit eigenen Illustrationen ausgestattete buchkünstlerische Werke an, die anschließend als Faksimile gedruckt wurden. Das erste dieser Werke war Ernst Wildenbruchs Hexenlied, dessen Handschrift er 1908 fertigstellte und das 1910 in Zusammenarbeit mit der Berliner Reichsdruckerei als Faksimile erschien. 1921 wurde eine Auswahl der Minnelieder von Walther von der Vogelweide publiziert. Von 1920 an arbeitete Holtz dann vier Jahre lang an einer Handschrift von Goethes Faust I. Das Faksimile erschien jedoch erst 1929 in Zusammenarbeit mit der Graphischen Kunstanstalt von Paul Bender in Zollikon bei Zürich. Das Werk wird als Höhepunkt des buchkünstlerischen Schaffens von Johann Holtz angesehen. In den folgenden Jahren folgten noch weitere Handschriften wie Faust II, Parzival, Johannes der Täufer oder Gellerts Die Ehre Gottes in der Natur.
Neben ganzen Büchern schuf Holtz auch kalligrafisch gestaltete Einzelblätter mit weltlichen und geistlichen Sprüchen. Nach 1933 machte er Hitler eine kalligrafisch gestaltete Abschrift eines Teils seiner Rede Die Weltanschauung des Nationalsozialismus zum Geschenk.
Zu den kalligrafischen Werken von Johann Holtz gehören auch Urkunden wie zum Beispiel die Urkunde für die Verleihung der Ehrenbürgerwürde an den deutschvölkischen antisemitischen Flensburger Pastor Friedrich Andersen von 1937. Für seine kalligrafischen Arbeiten hat Johann Holtz zum Teil auch eigene Schriften entworfen.

### Buchgestaltung
Für die Verlage Reclam und Brockhaus schuf Holtz auch Bucheinbände. Von 1911 bis 1924 entwarf er für jeden Jahrgang des Kunstkalenders Schleswig-Holstein das Titelblatt und die Kalenderillustrationen. Daneben illustrierte er verschiedene Bände, so zum Beispiel 1908 den Roman Landluft von Hermann Schmoekel. 1912 gestaltete Holtz das Werk Unsere Heimat Nordschleswig, das auch zahlreiche Illustrationen von ihm enthält. 

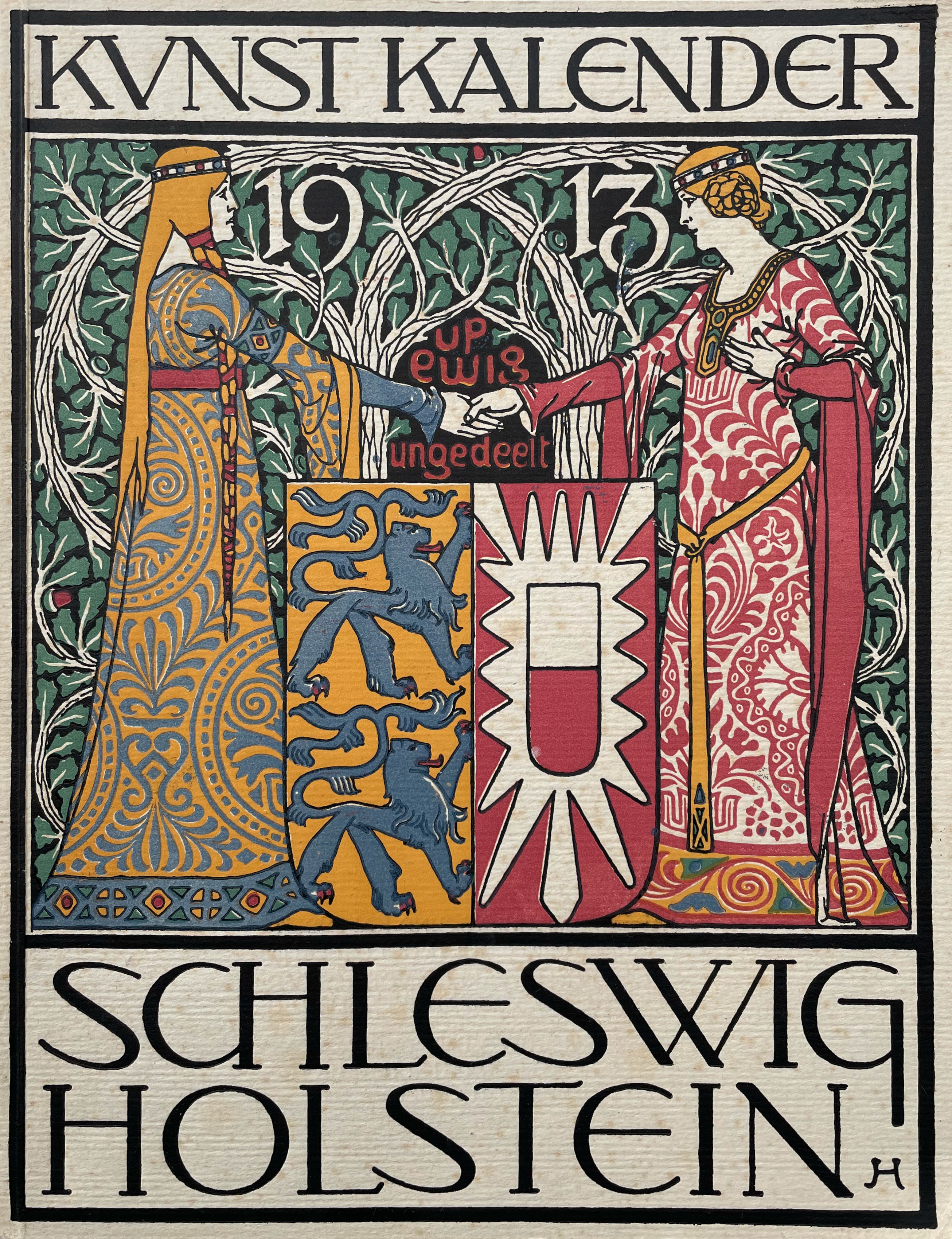
Schleswig-Holsteinischer Kunstkalender 1913
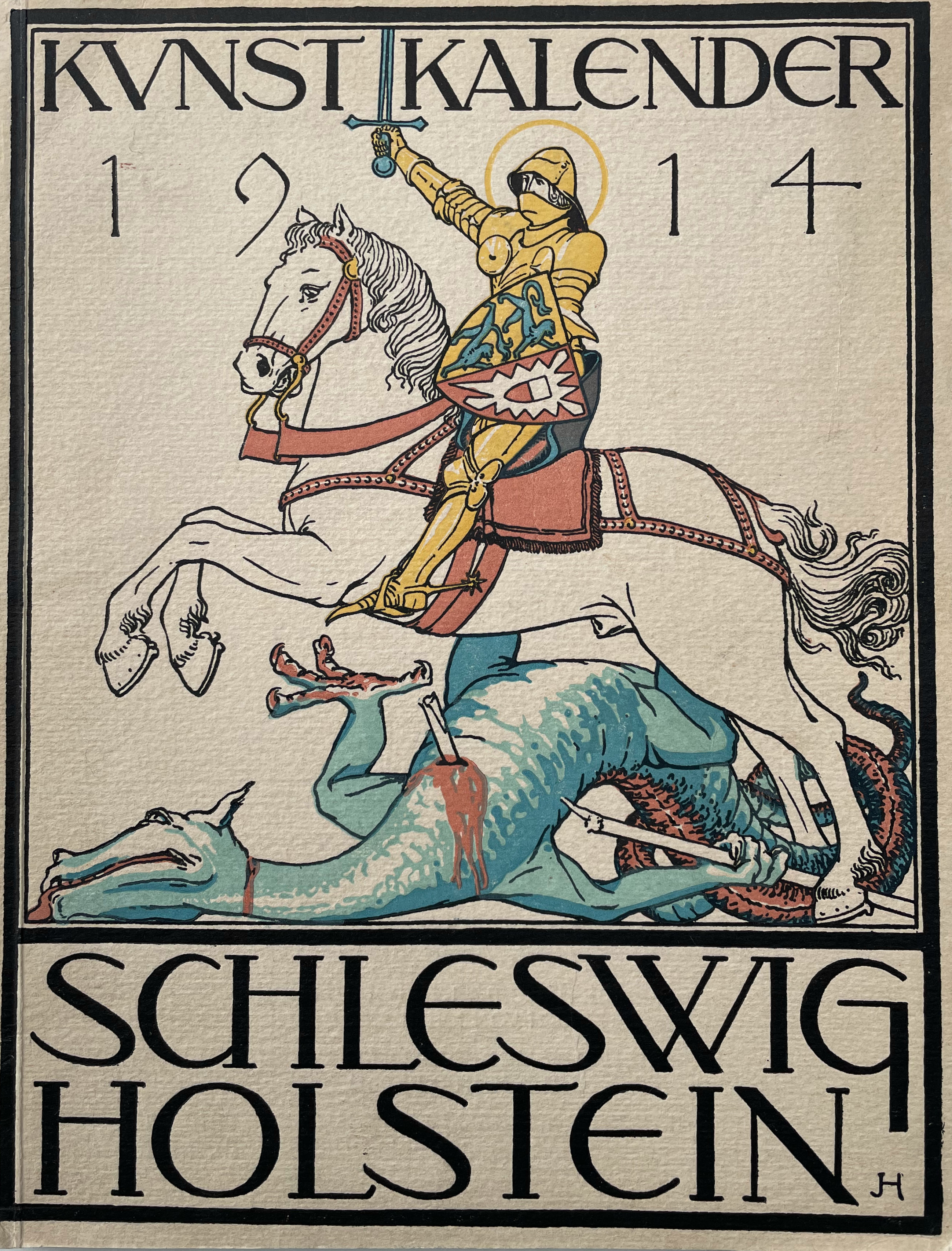
Schleswig-Holsteinischer Kunstkalender 1914
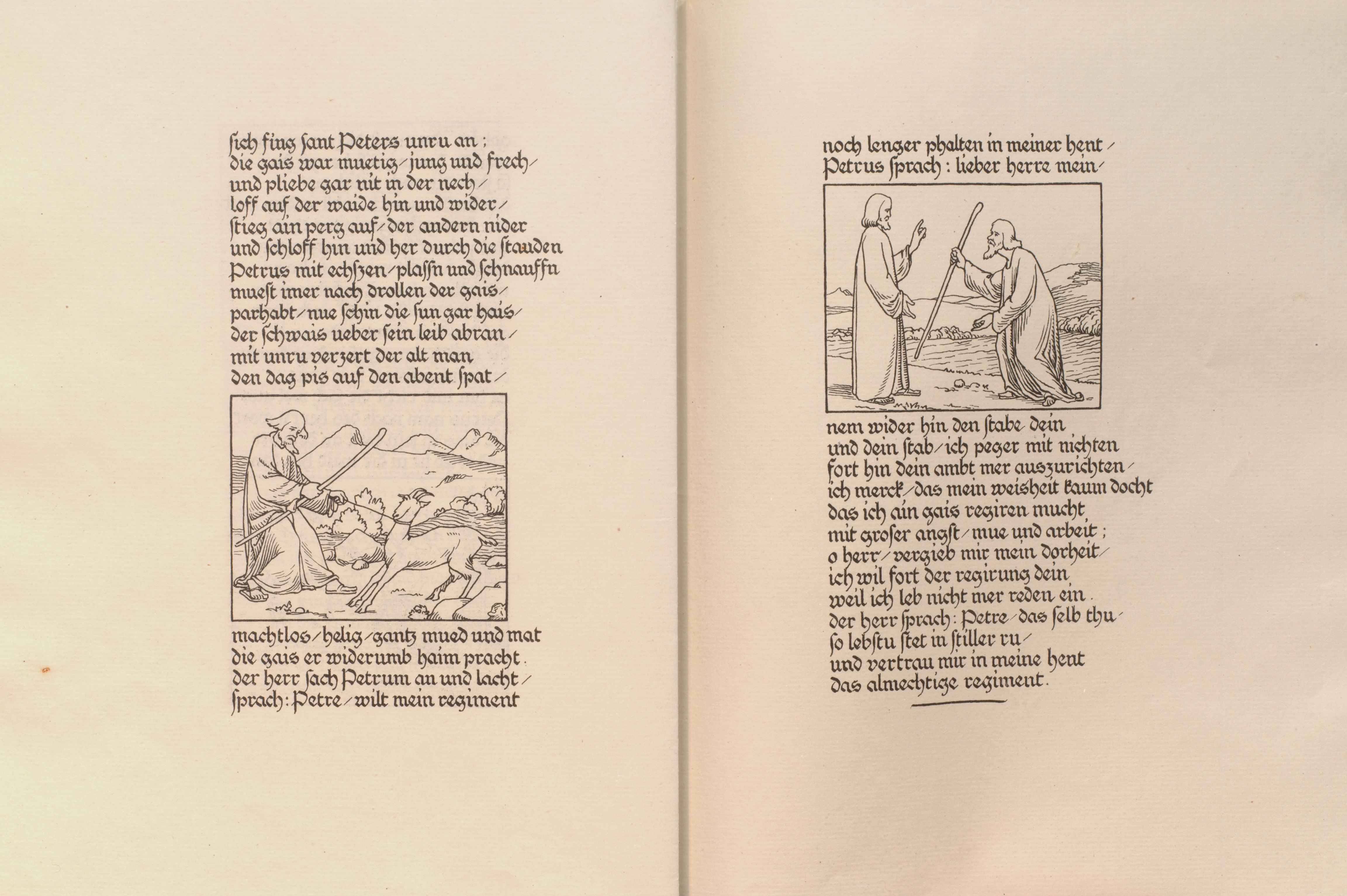
Hans Sachs: Sant Petter mit der Gais, geschrieben und illustriert von Johann Holtz. Behr, Berlin-Steglitz 1923, Bl. 04v-05r
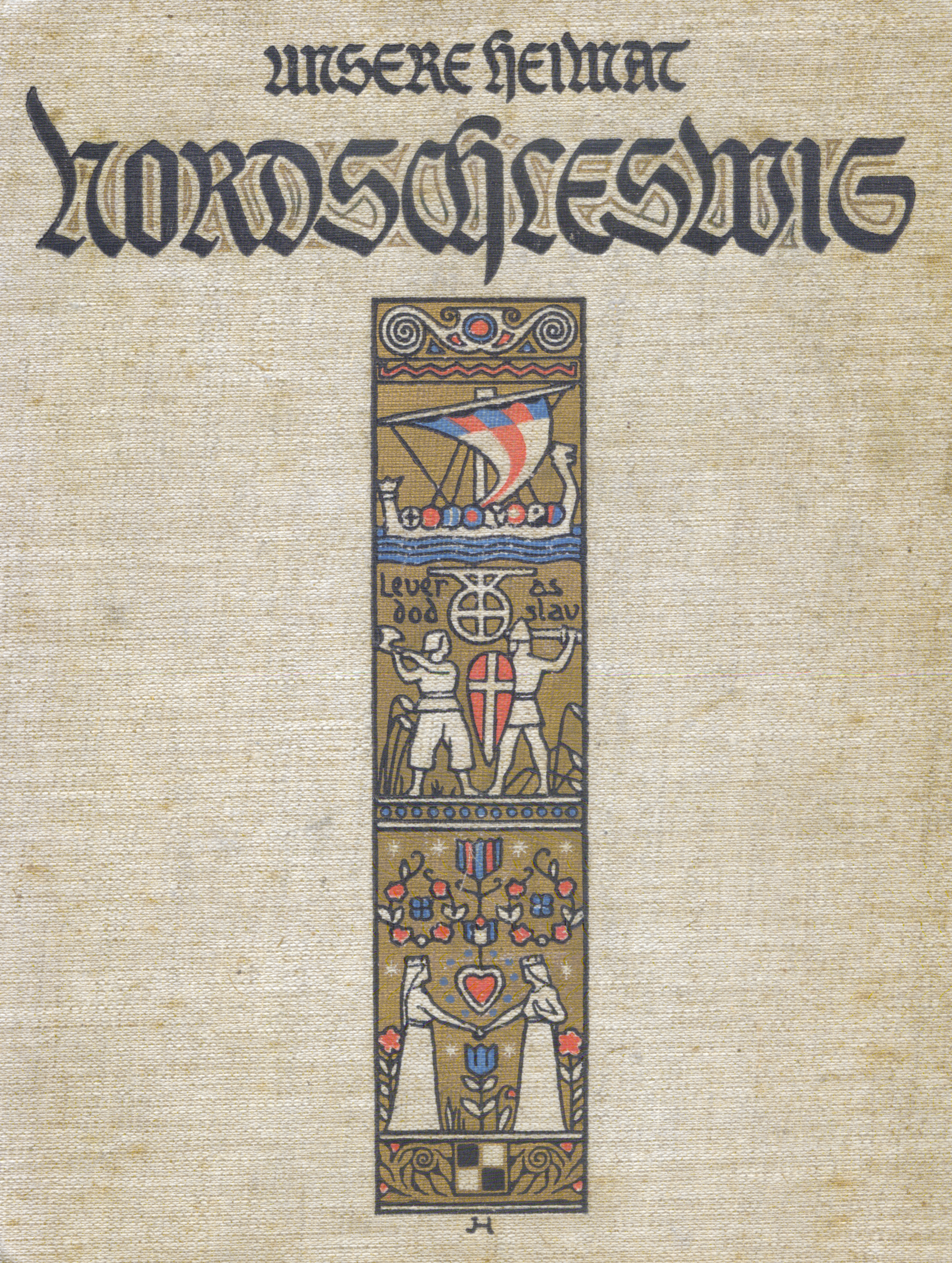
Unsere Heimat Nordschleswig. Hadersleben 1912

### Malerei und Zeichnung
Ein Aquarell Mein Geburtshaus in der Spikerstraße von 1897 befindet sich im Schleswig-Holsteinischen Landesmuseum in Schleswig, ebenso wie die Farbstiftzeichnungen Jung Siegfried und Der Hl. Michael von 1916, die während des Kriegsdiensts von Holtz im Ersten Weltkrieg entstanden und Entwürfe für Kalenderblätter von 1920. Die Federzeichnung Die Pappel wurde 1914 in der Zeitschrift Die Kunstwelt abgedruckt. Holtz hat daneben auch Landschafts- und Historiengemälde sowie Fresken und Porträts geschaffen. Der Kunstkalender Schleswig-Holstein druckte 1920 sein Aquarell Erkenntnis sowie ein Porträt seiner Mutter aus dem Jahr 1917.

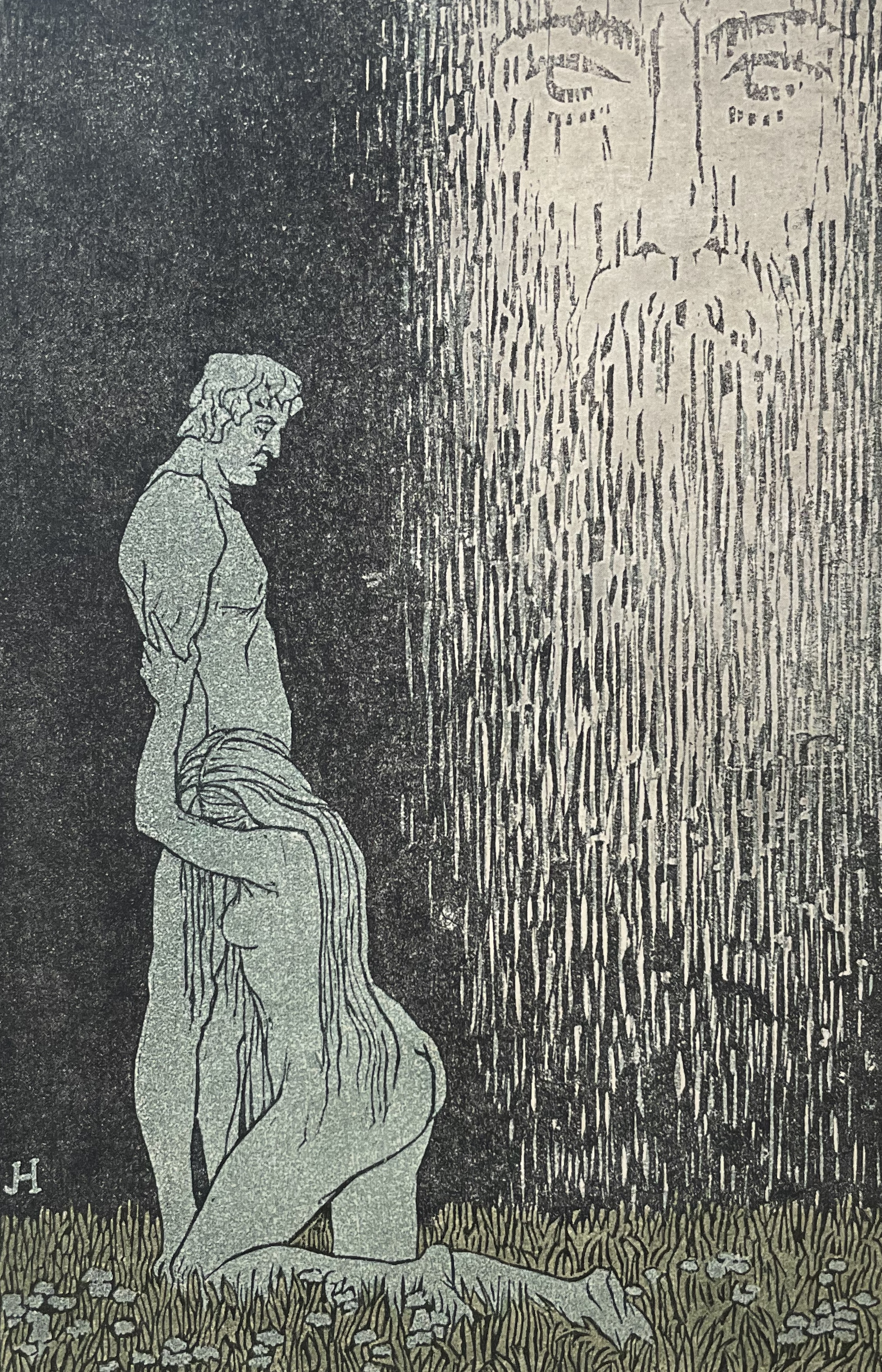
Erkenntnis (Aquarell)
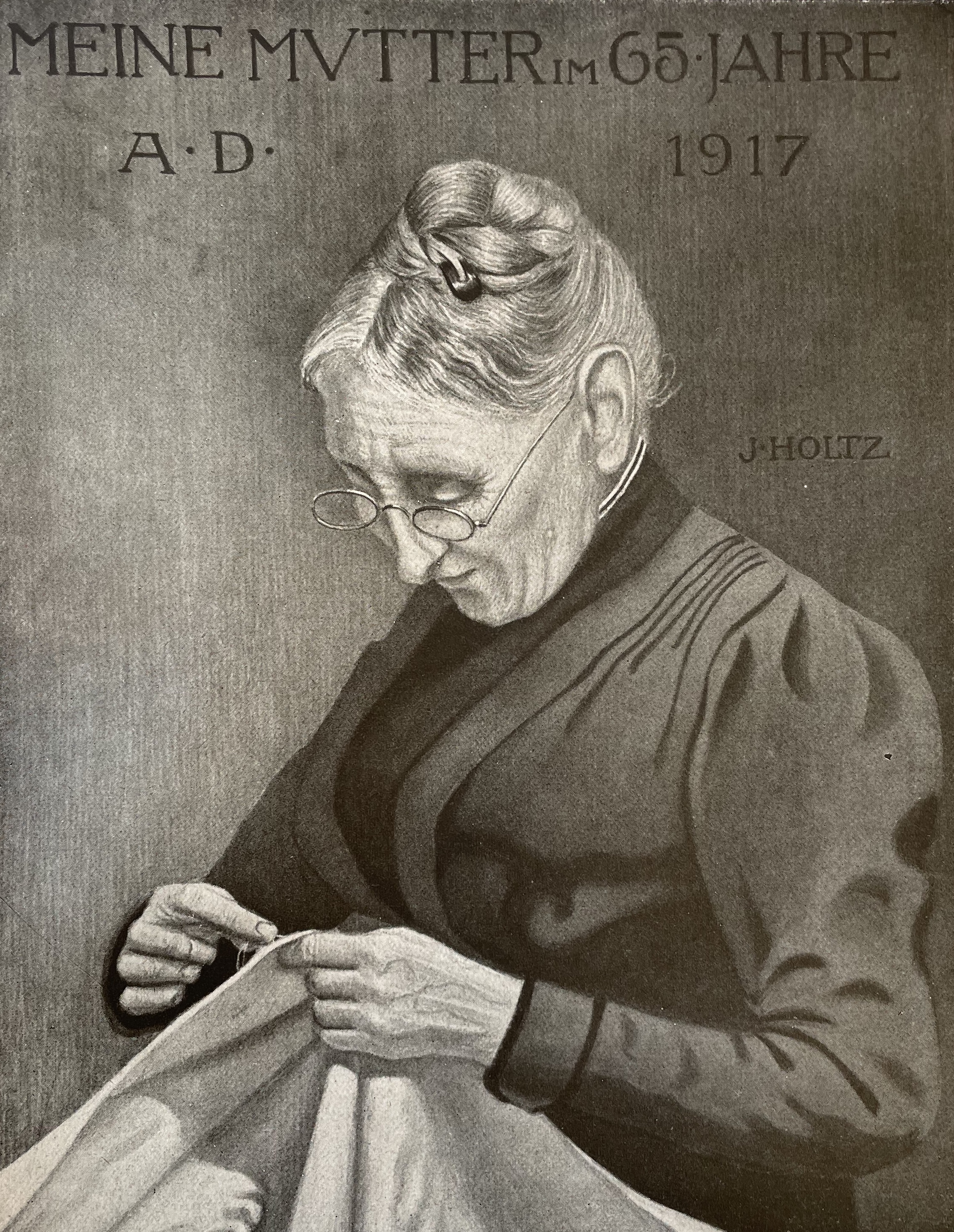
Meine Mutter im 65. Jahre A.D. 1917
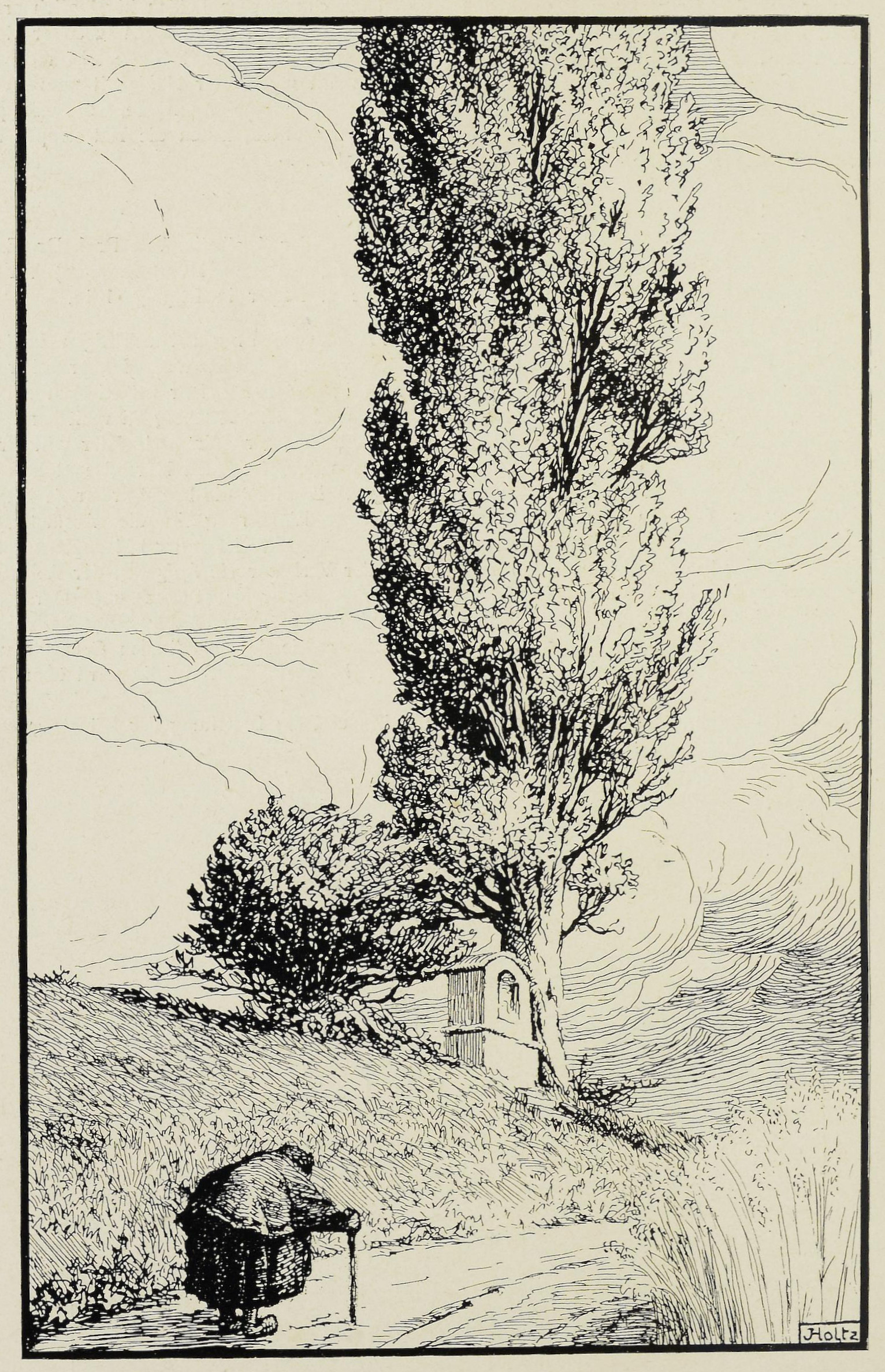
Die Pappel (Federzeichnung)

### (Werbe-)Grafik
Seinen Lebensunterhalt verdiente Johann Holtz in erster Linie mit Gebrauchsgrafik. So schuf er beispielsweise die Vignette für die Bauausstellung 1912, die von Juni bis Juli im Flensburger Museum stattfand. Die Vignette zeigt das im selben Jahr eingeweihte Gebäude der Auguste-Viktoria-Schule in Flensburg.
In Flensburg gestaltete er auch das von 1940 (zum 550. Geburtstag der St. Nikolaikirche in Flensburg) bis 1952 entstandene Wappenfenster, in dem verschiedene Flensburger Familien mit ihren – zum Teil neu entworfenen – Wappen vertreten waren. Drei weitere Glasfenster nach dem Entwurf von Johann Holtz befanden sich im Ratskeller in Flensburg. Sie zeigten Motive aus Apenrade, Tondern und Flensburg und befinden sich seit 2017 im Gebäude der Akademie Sankelmark.

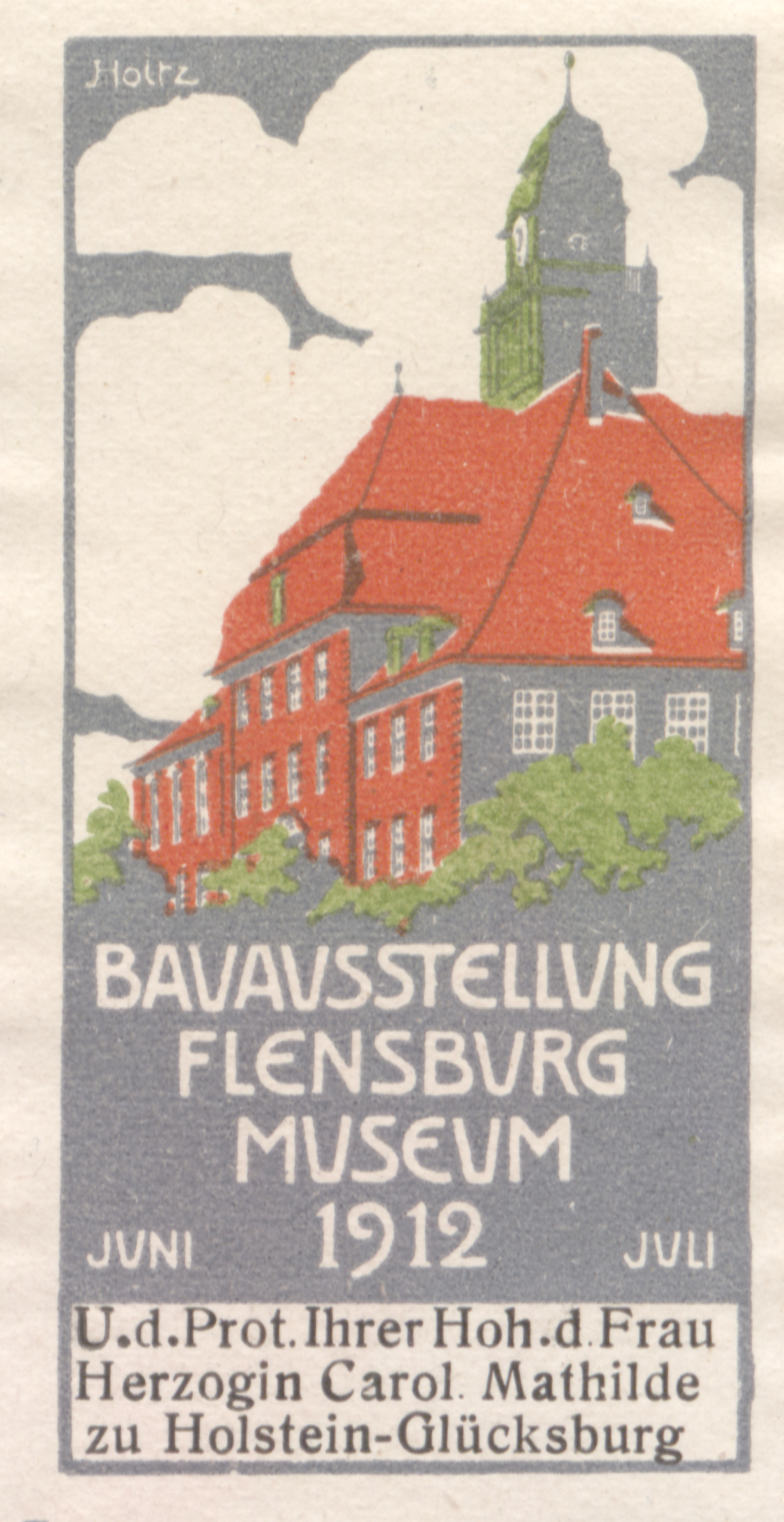
Vignette der Bauausstellung 1912

Zur Gebrauchsgrafik gehörten auch die Entwürfe für Wappen von schleswig-holsteinischen Städten, für Siegel, Formulare, Signets, Briefköpfe und Exlibris. 1917 gestaltete Holtz einen Kalender für die Schokoladen-Fabrik Sprengel aus Hannover.
Besonders umfangreich ist die Werbegrafik, die Johann Holtz im Rahmen der Volksabstimmung 1920 für die deutsche Seite schuf. Er gestaltete Plakate, Postkarten, Umschläge von Broschüren, Postwertzeichen und Notgeld. Seine Plakatentwürfe waren überaus weit verbreitet, da in der Volksabstimmung beide Seiten – Dänischgesinnte und Deutschgesinnte – eine umfangreiche Propagandatätigkeit entfalteten. Die deutsche Seite druckte ca. 200.000, die dänische ca. 107.000 Plakate. Zahlreiche Motive wurden in verkleinertem Maßstab auch auf Postkarten vervielfältigt, die noch heute im antiquarischen Handel weit verbreitet sind. Fritz Fuglsang lobt in einem zeitgenössischen Beitrag vor allem das schlicht in blau-weiß-rot gehaltene Plakat mit dem dreifach wiederholten Wort "deutsch". Dieses sei "zu Zehntausenden in der Stadt an jeder Mauer, hinter jedem Fenster angebracht" gewesen. Gerade durch seine Einfachheit habe das Plakat eine "eindringliche Wirkung" entfaltet. Die anderen Plakate von Holtz fielen nach Fuglsangs Meinung jedoch gegenüber den Plakaten anderer Künstler eher ab.

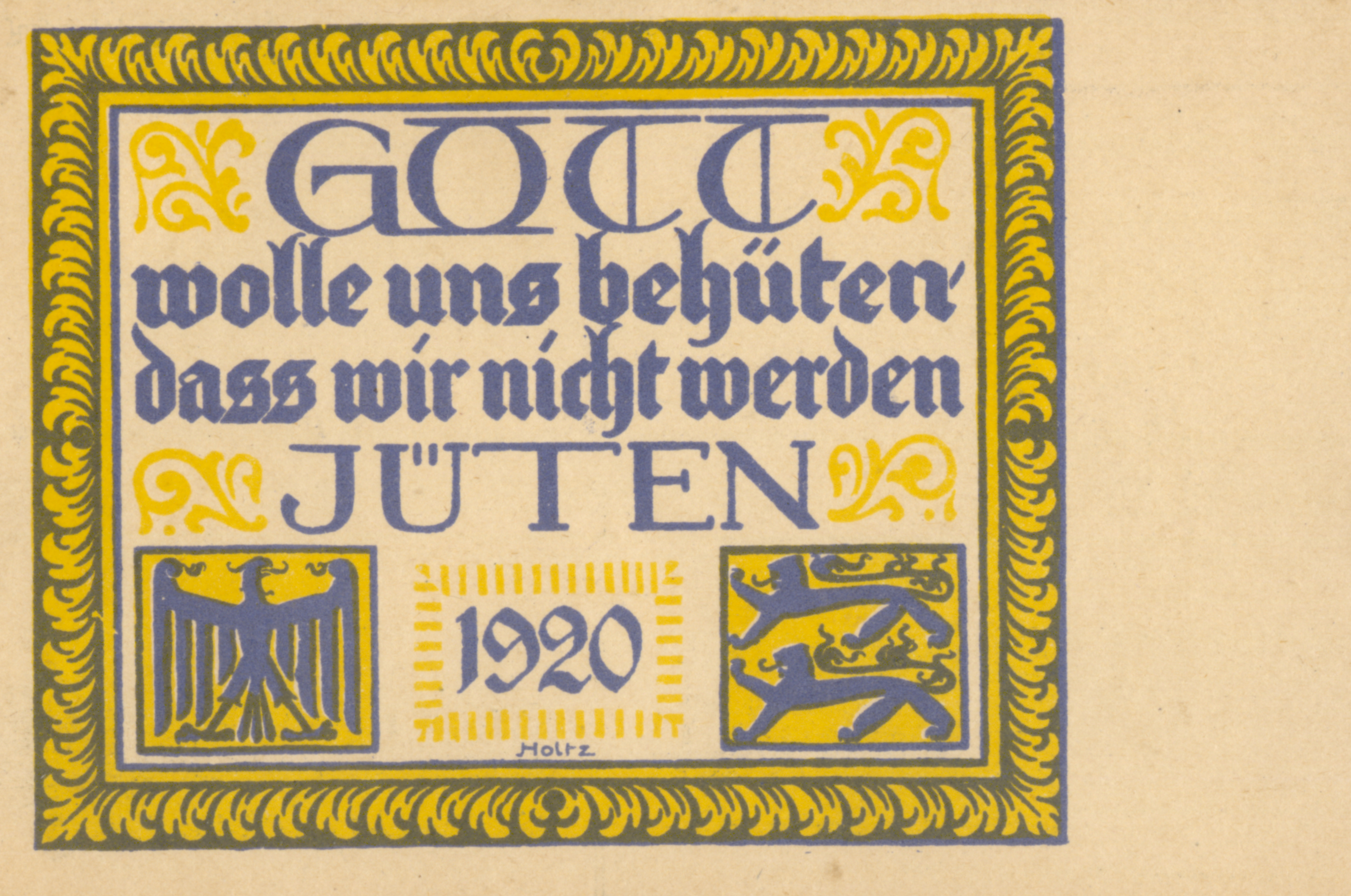
Plakat: Gott wolle uns behüten / dass wir nicht werden Jüten 1920
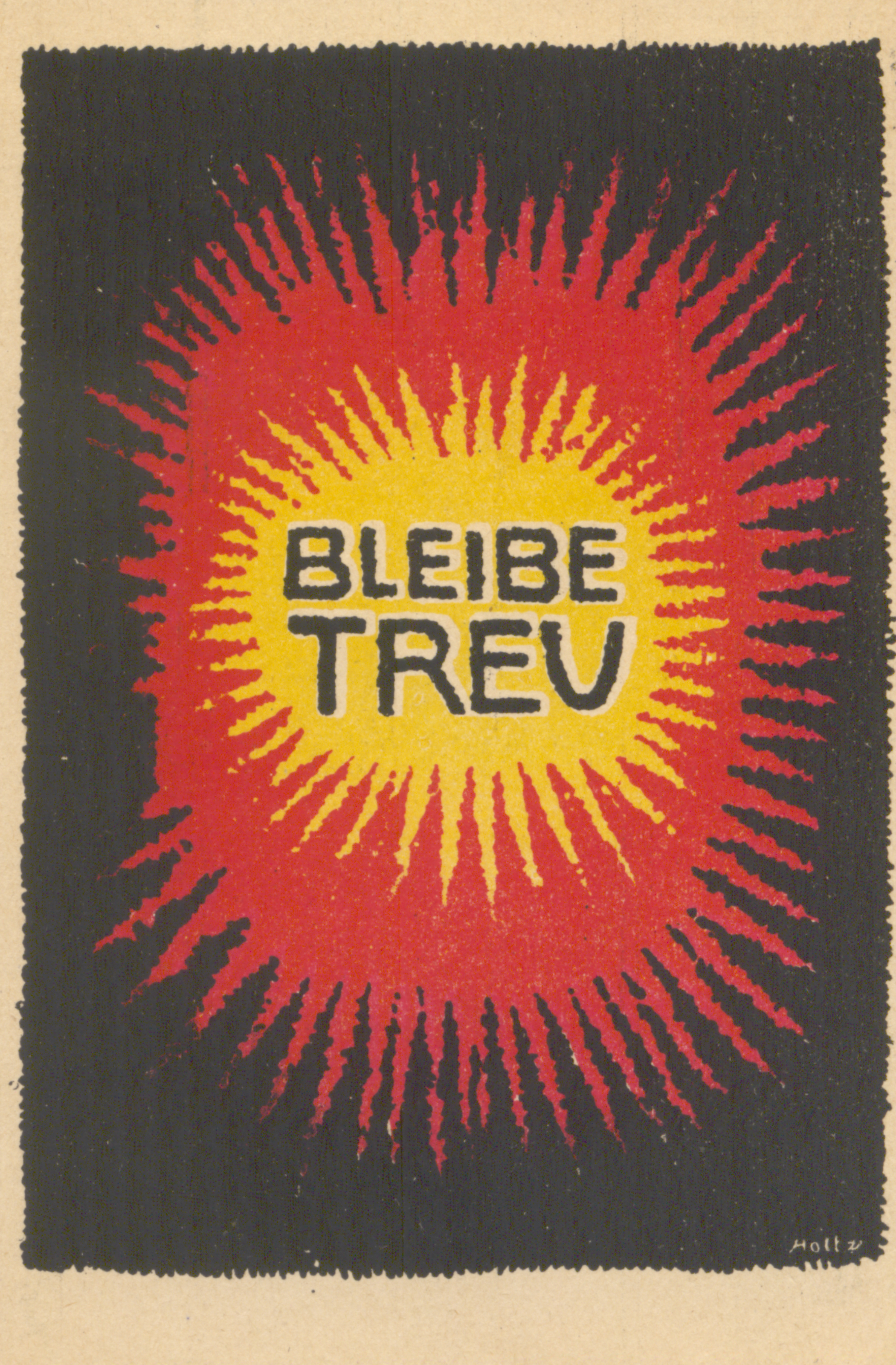
Plakat: Bleibe treu
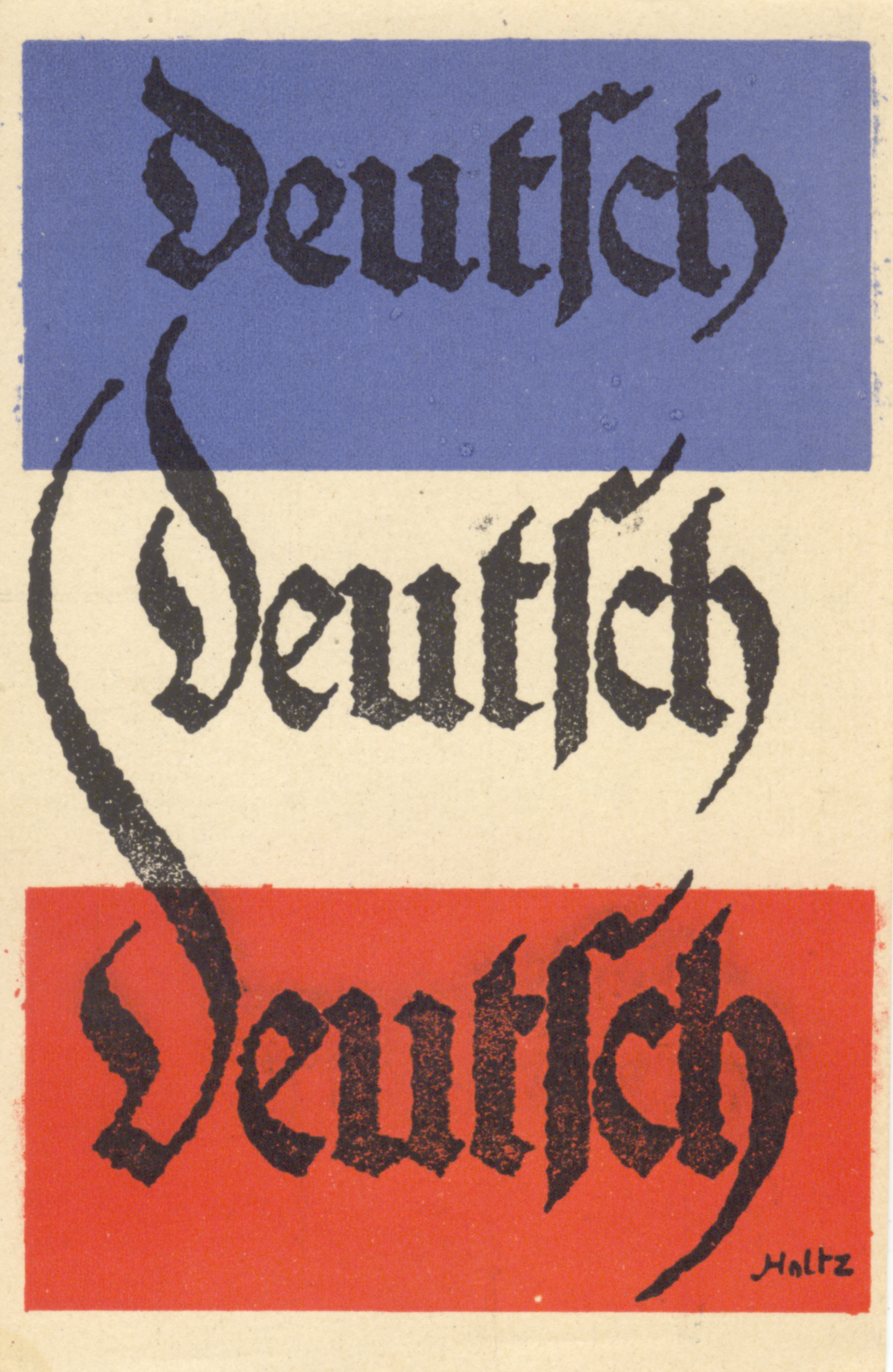
Plakat: Deutsch Deutsch Deutsch
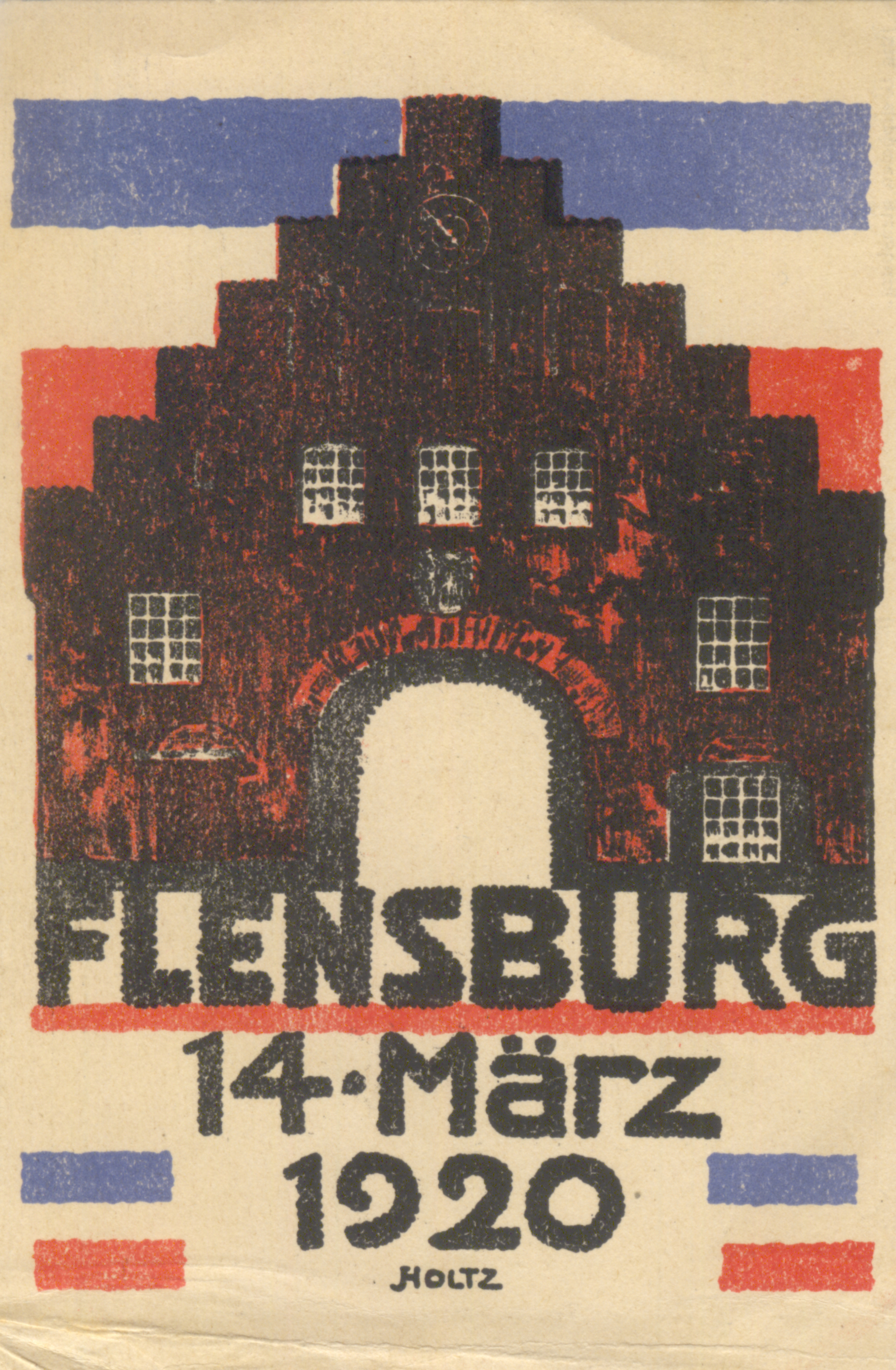
Plakat: Flensburg, 14. März 1920
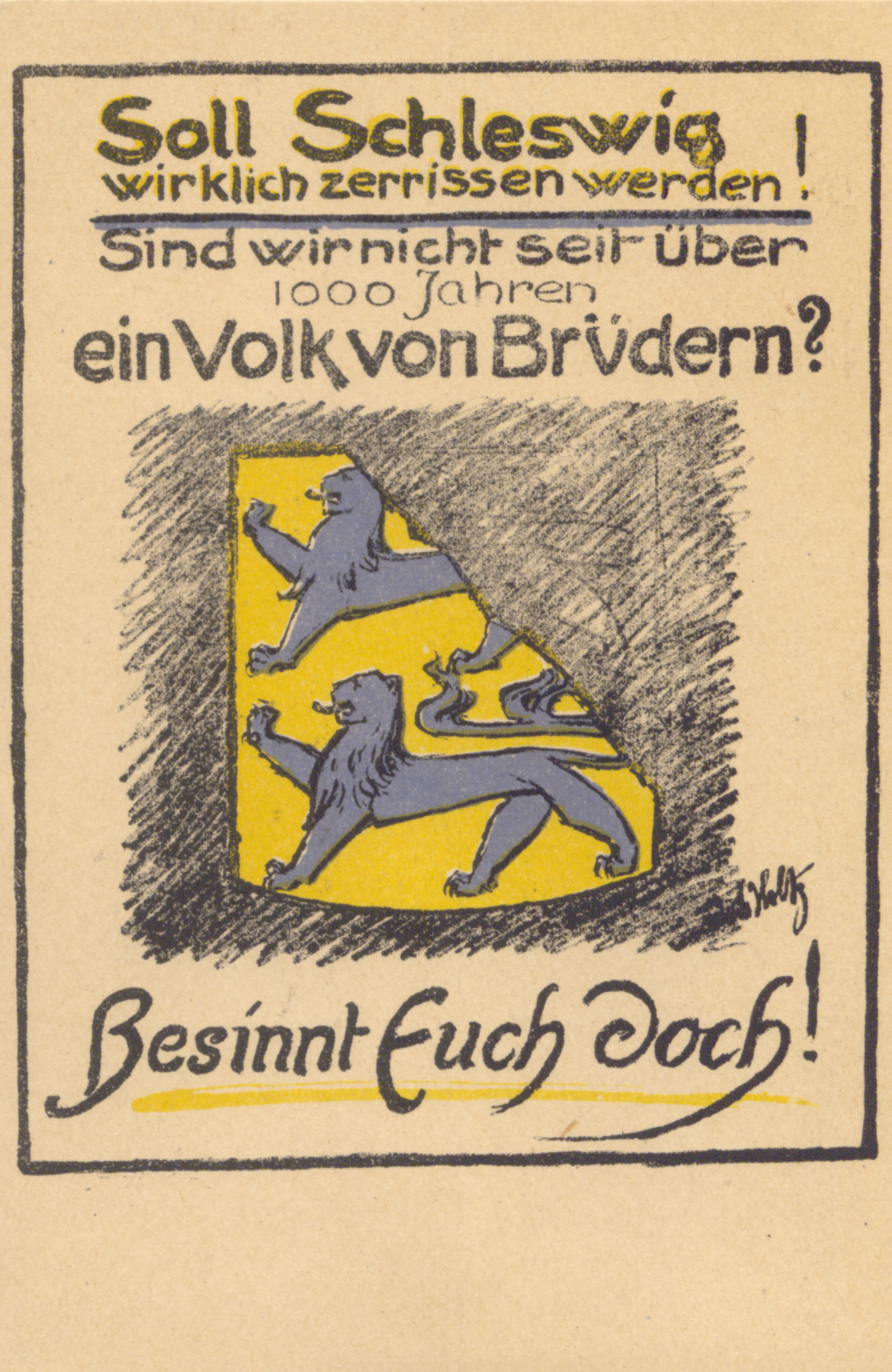
Plakat: Soll Schleswig wirklich zerrissen werden?

Auch auf den Notgeld-Scheinen, die Holtz entwarf, finden sich zahlreiche Motive, die auf die Volksabstimmung 1920 anspielten. Die massenhaft verbreiteten kleinen Ersatz-Geldscheine waren ein ideales Werbe- und Propagandamittel. Künstlern bzw. Gebrauchsgrafikern boten sie willkommene Einnahmequellen. Johann Holtz entwarf Notgeld-Scheine für die Gemeinden Sörup in Angeln, Keitum auf Sylt, Satrup, Böel, Holnis, Bordesholm und Flensburg. Auch hier wählte er oftmals Motive aus der schleswig-holsteinischen Geschichte. Die Motive für die Notgeldscheine von Flensburg bezogen sich sämtlich auf die Abstimmung 1920. Diese Motive sind bis heute die bekanntesten. 

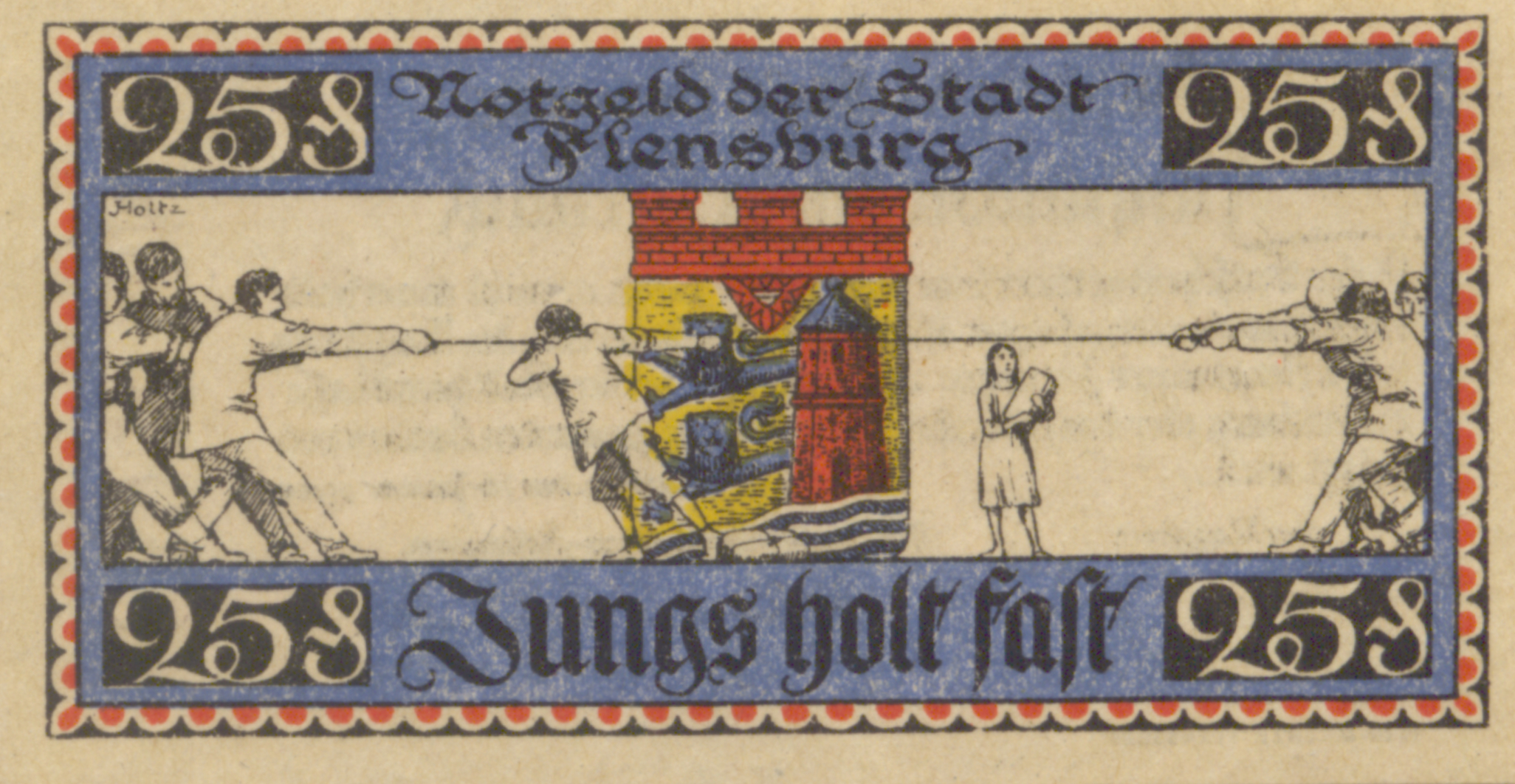
Notgeld Flensburg, 25 Pf.
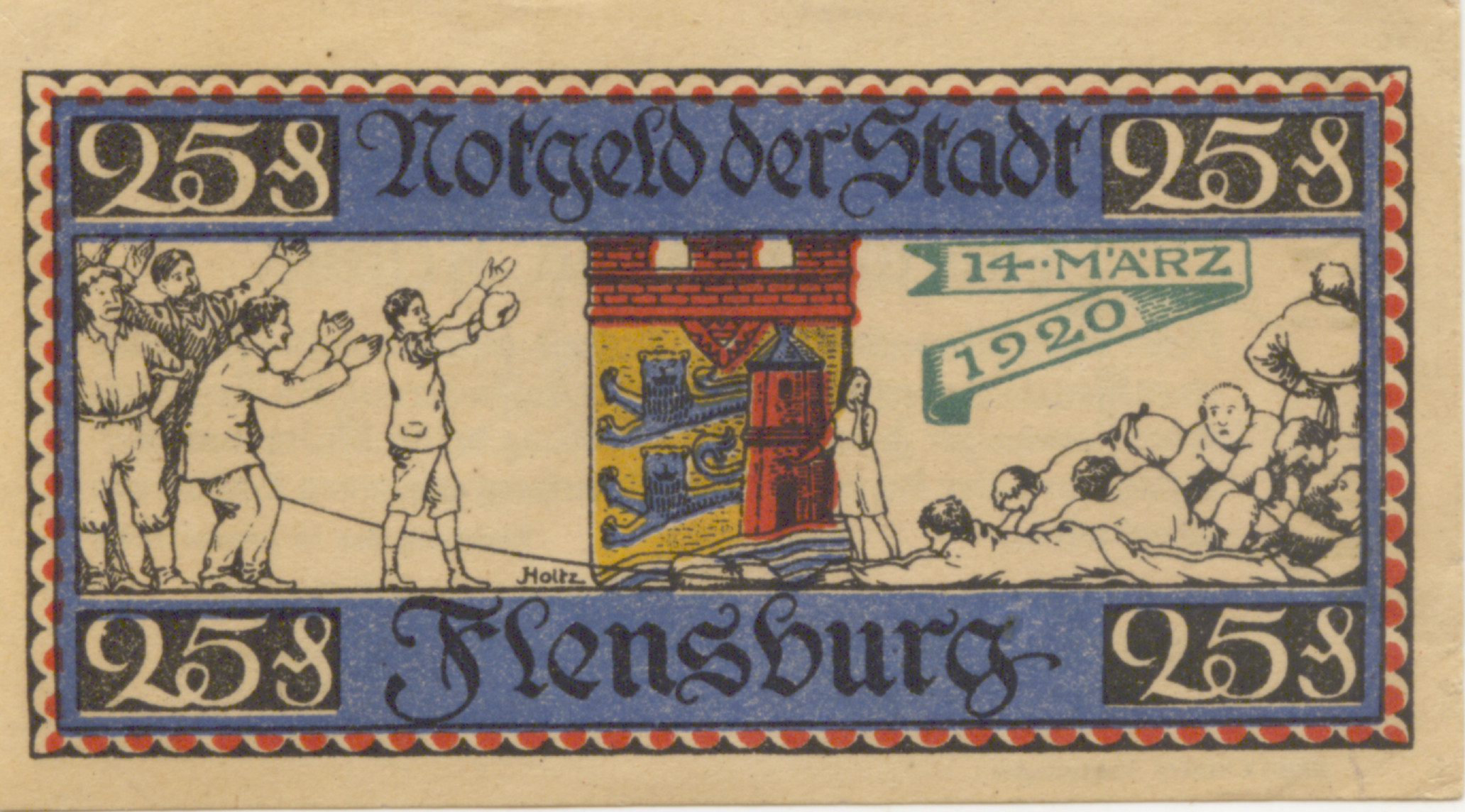
Notgeld Flensburg, 25 Pf.
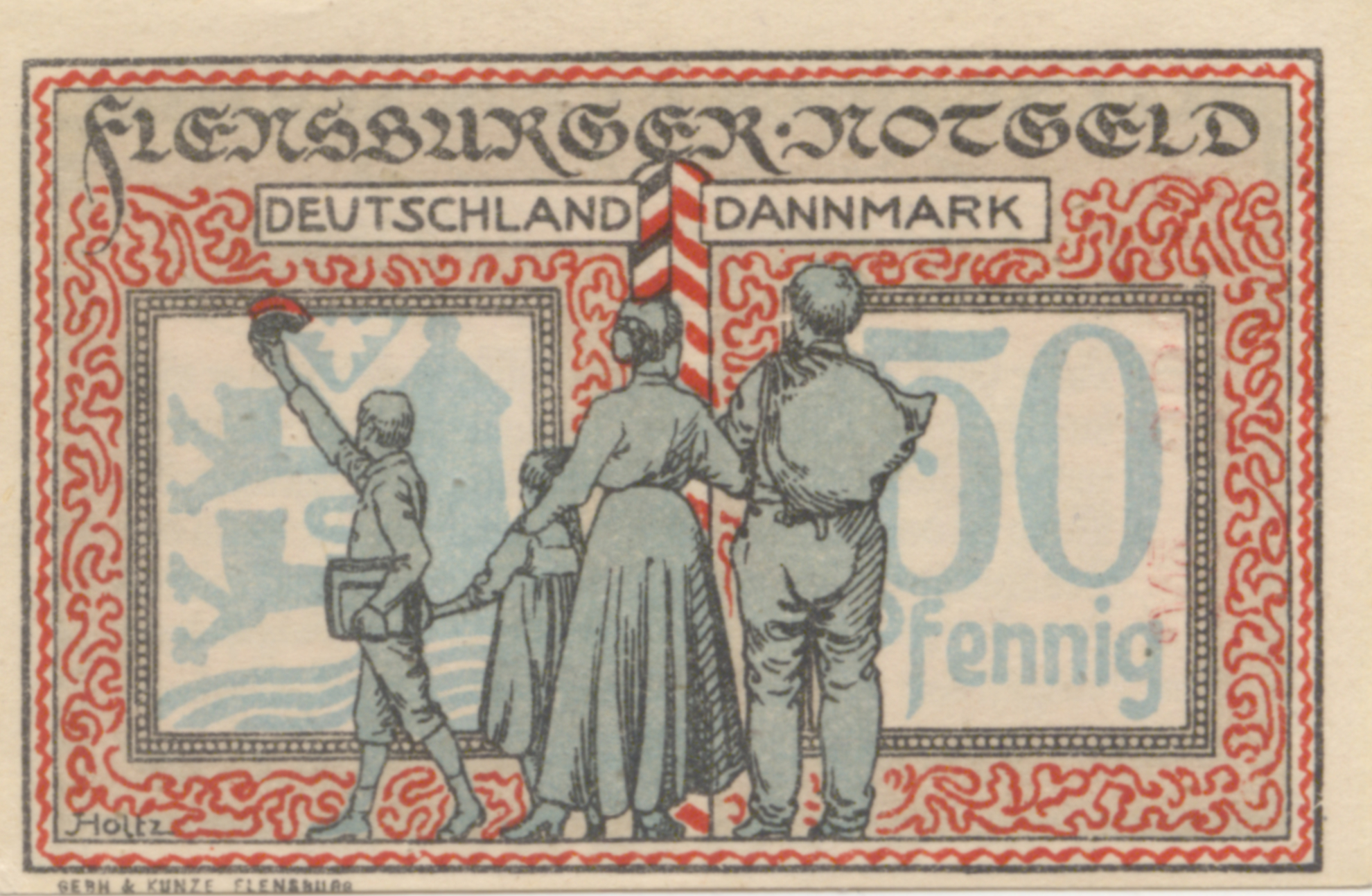
Notgeld Flensburg, 50 Pf.
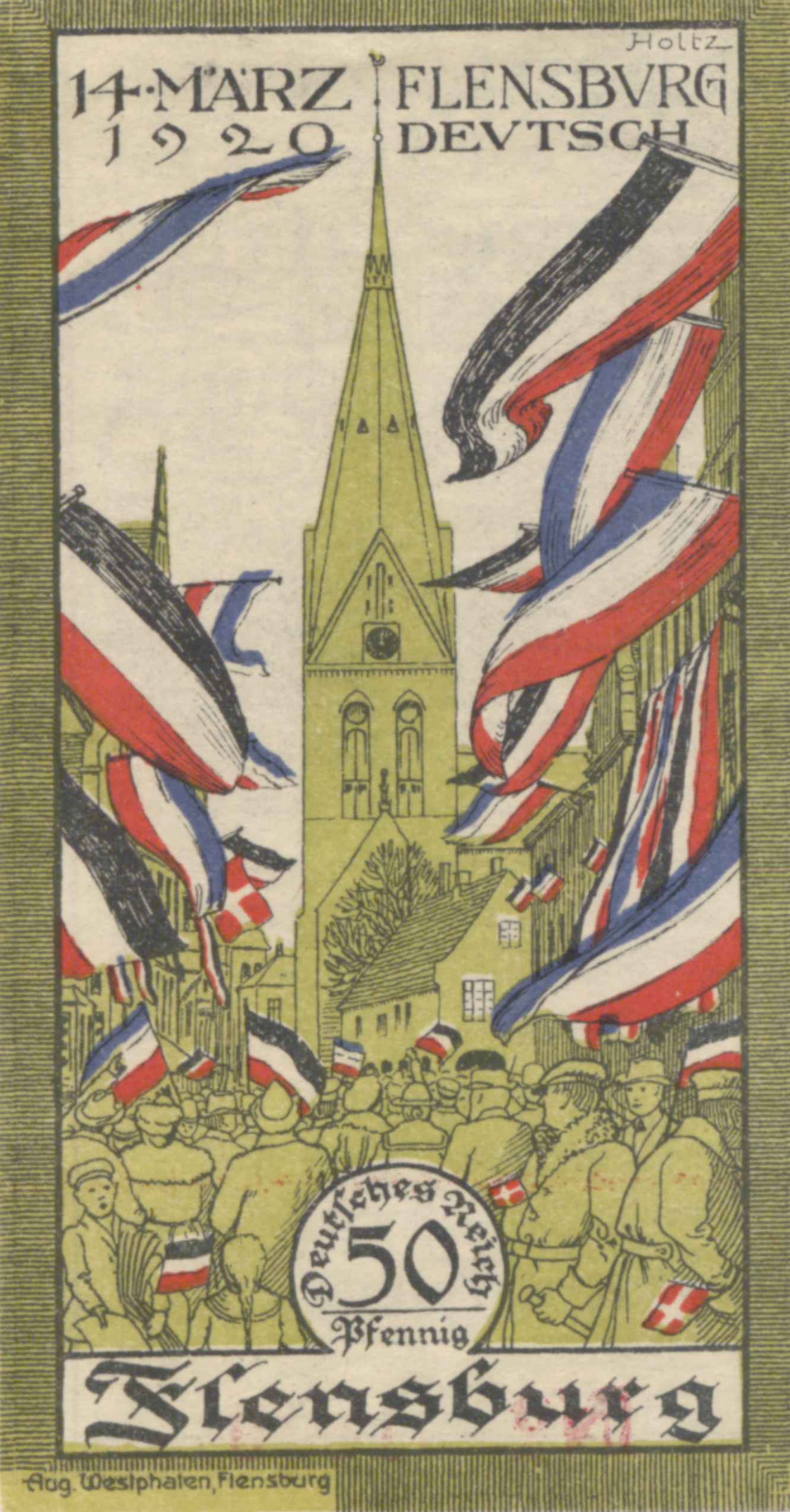
Notgeld Flensburg, 50 Pf.
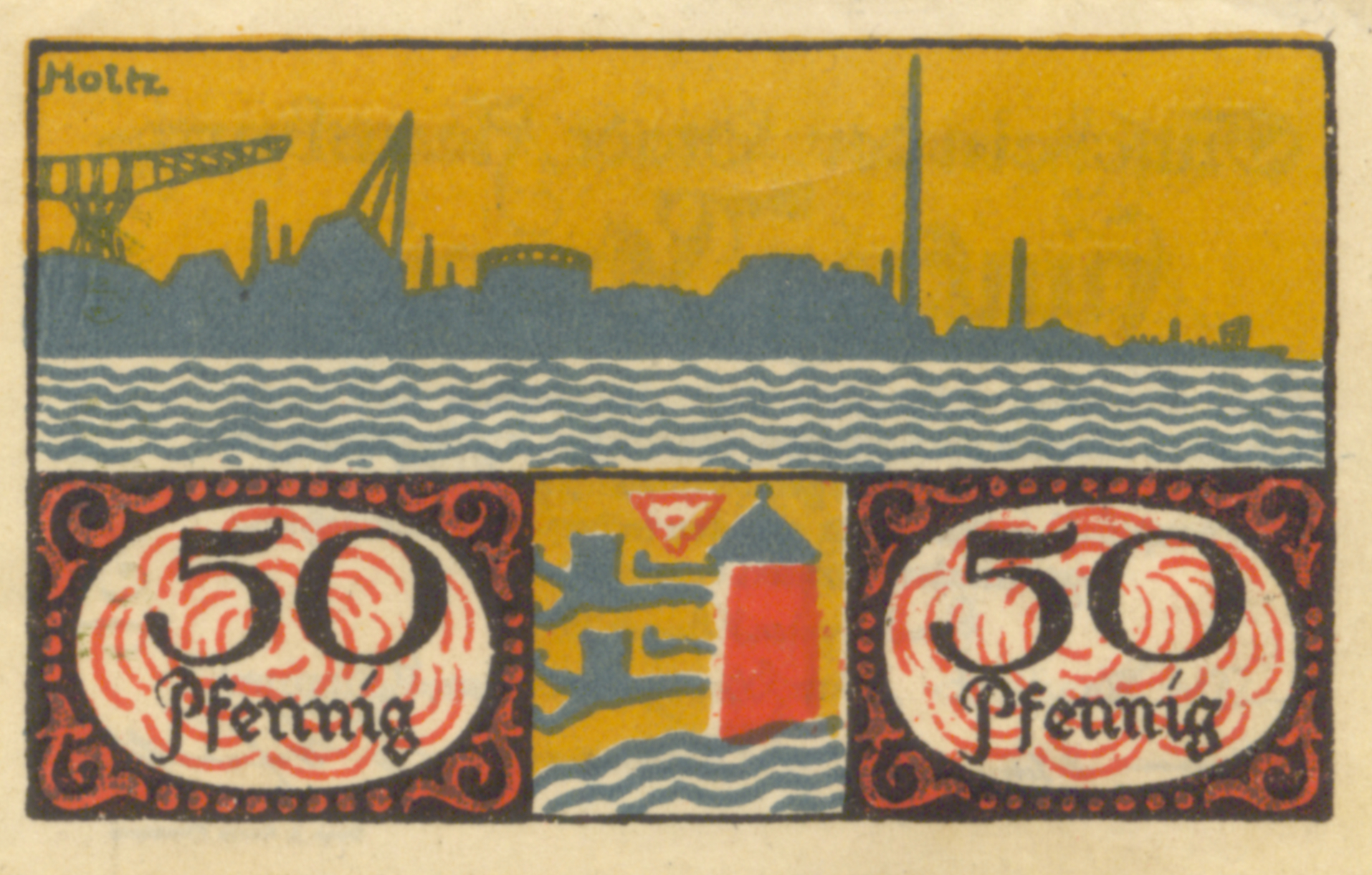
Notgeld Flensburg, 50 Pf.

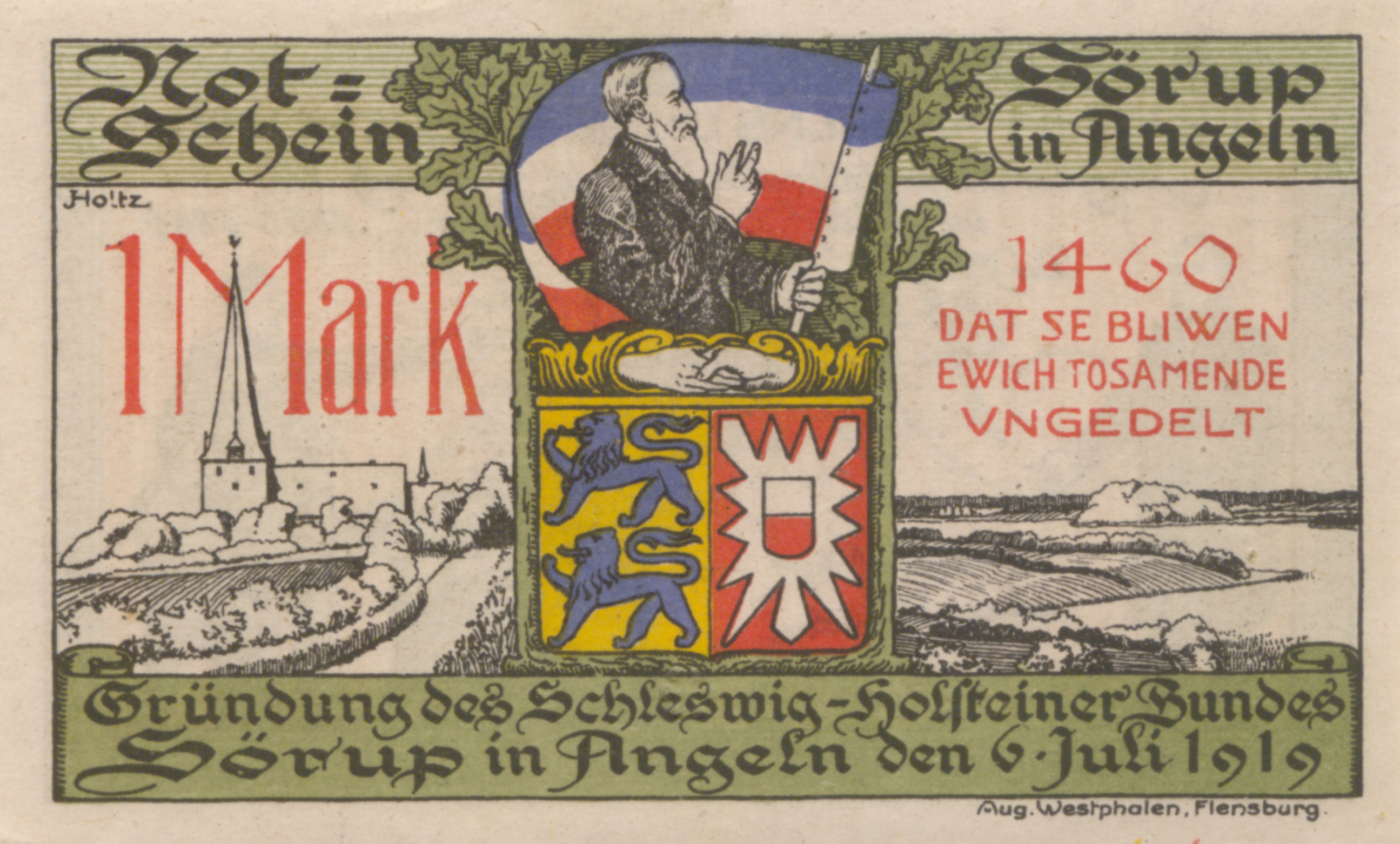
Notgeld Sörup, 1 Mk.
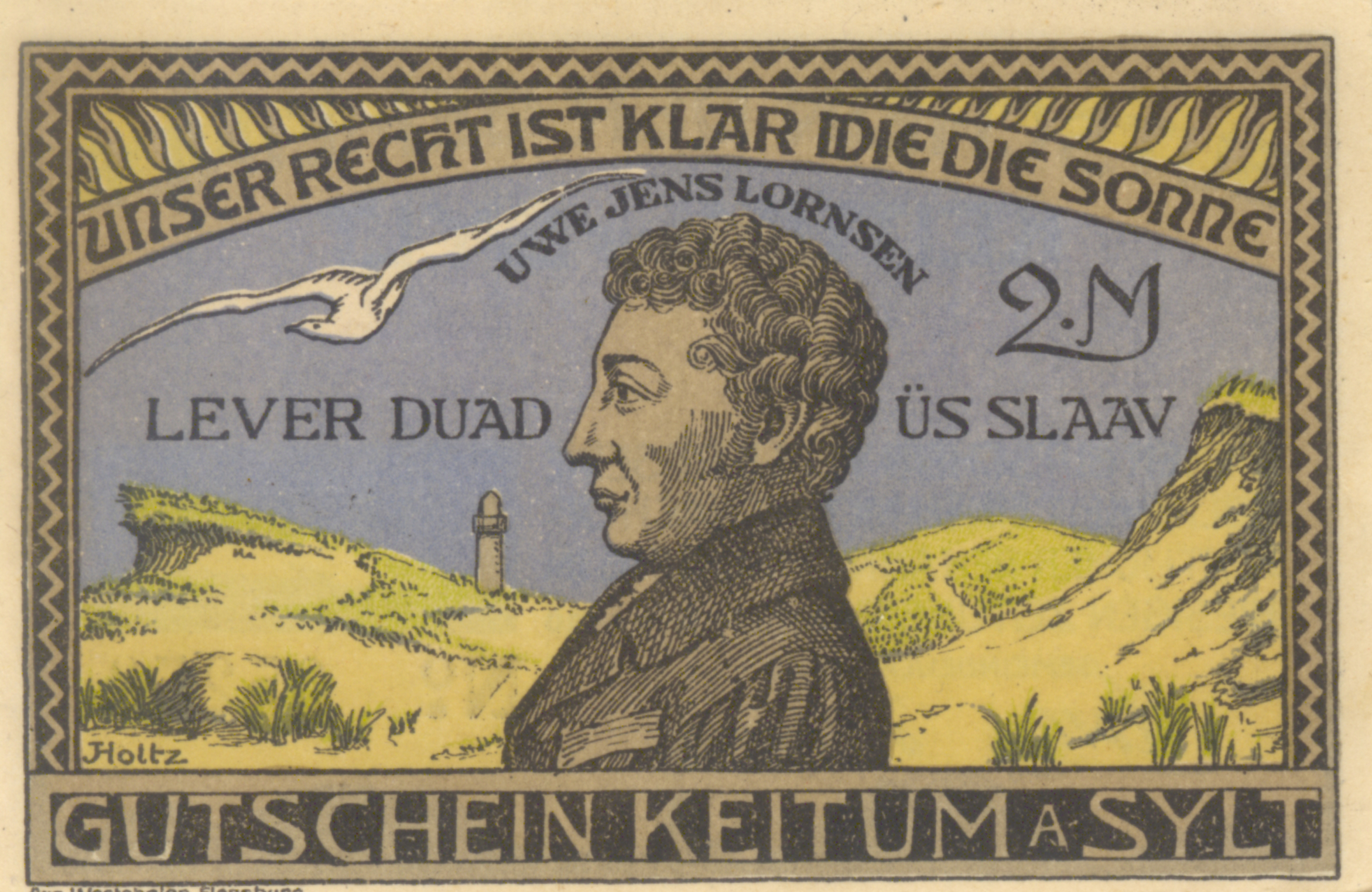
Notgeld Keitum, 2 Mk.
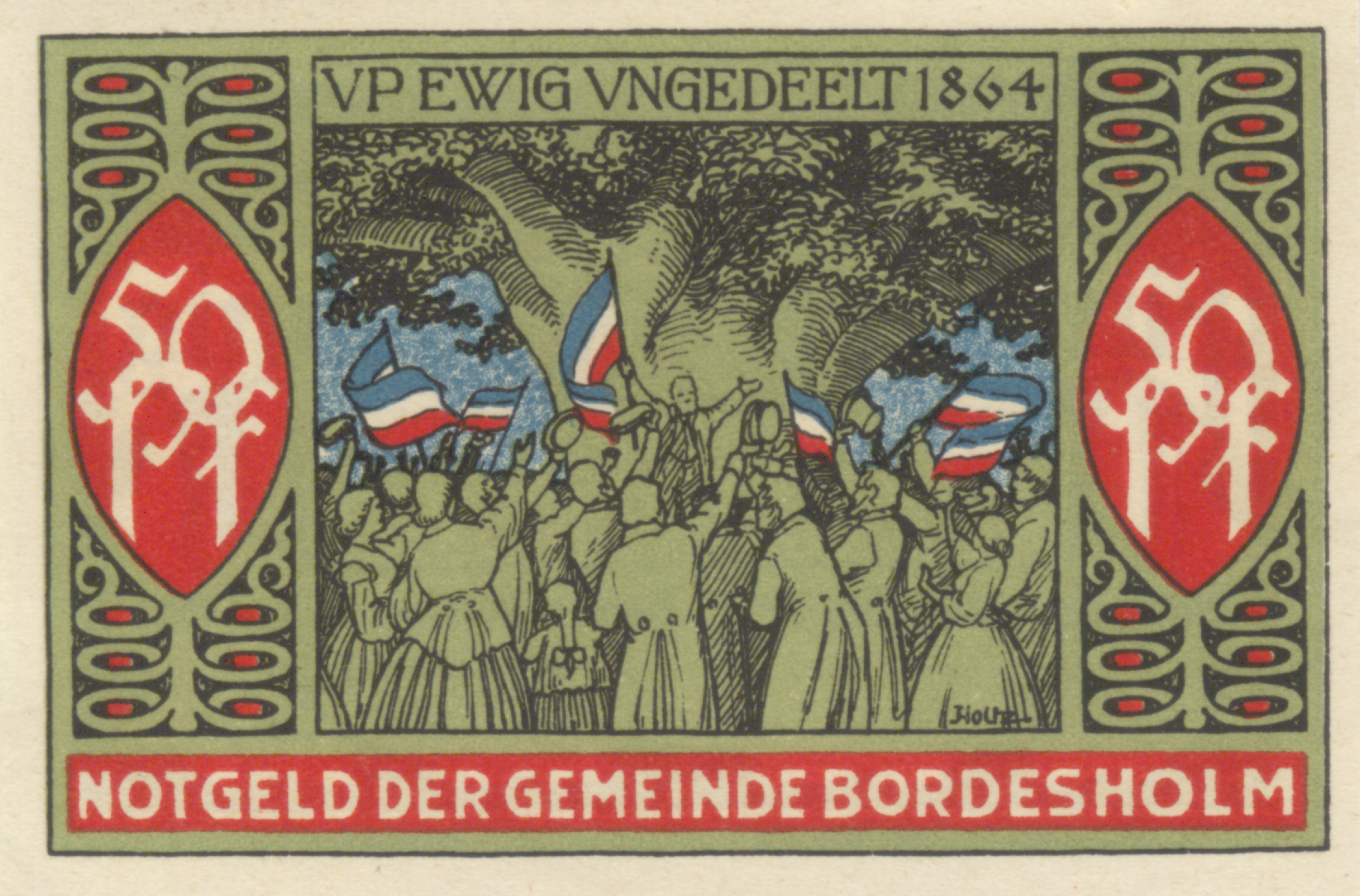
Notgeld Bordesholm, 50 Pf.

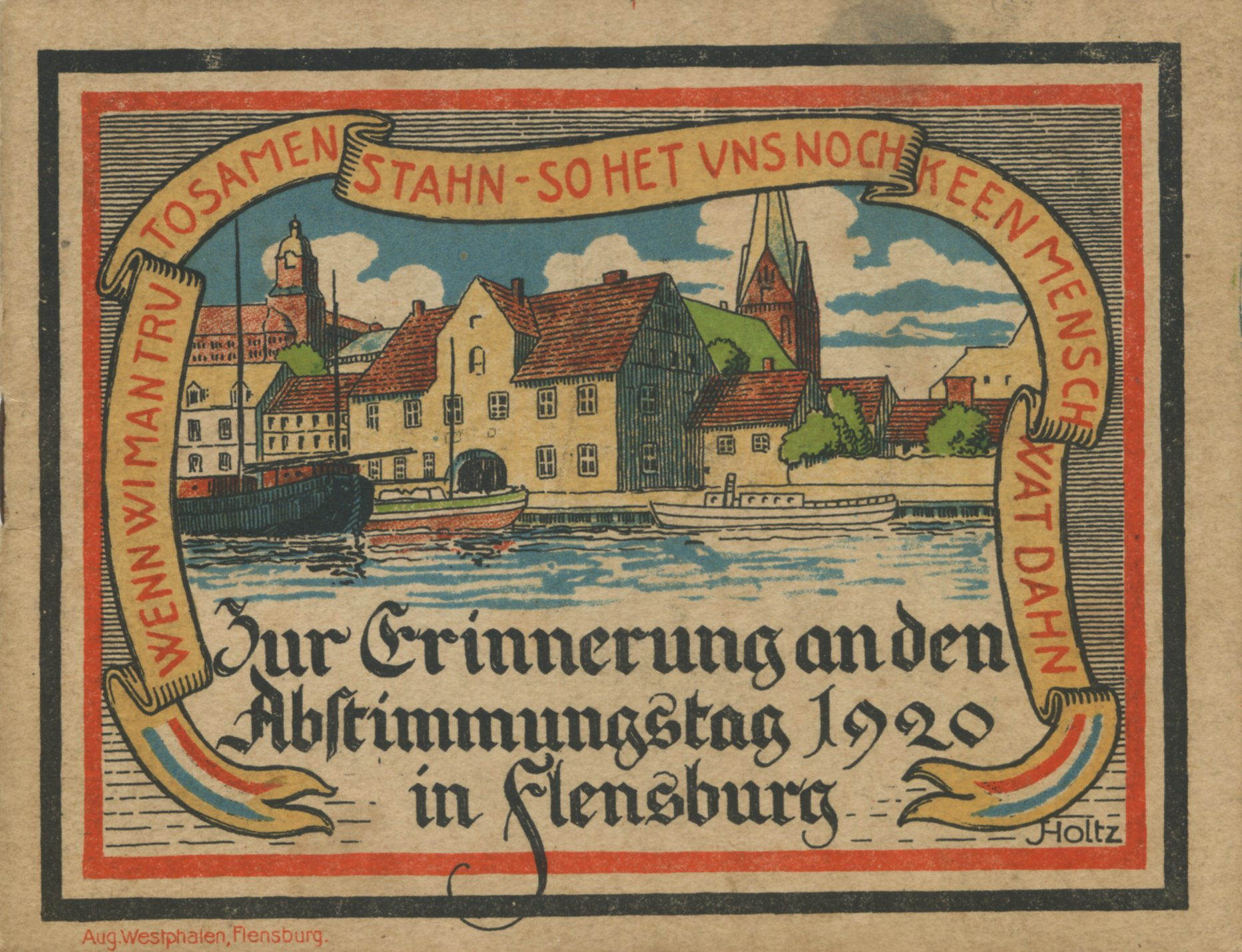
Zur Erinnerung an den Abstimmungstag 1920 in Flensburg

Auch das Cover einer Broschüre „Zur Erinnerung an den Abstimmungstag 1920 in Flensburg“ wurde von Johann Holtz entworfen. Nach der Volksabstimmung schuf Holtz das Plakat für das 1. Nordmarkfest am 7. August 1921 in Flensburg.
Holtz gestaltete daneben auch offizielle Wappen, so 1930 für Neumünster und 1940 für Bad Segeberg.

## Ausstellungen
- 1903: Kunstgewerbe-Museum Flensburg
- 1924: Kunstgewerbemuseum Zürich.[13]
- 1927: Gewerbemuseum Basel.[14]
- 1930: Kunstgewerbe-Museum Flensburg (19. Oktober bis 16. November)[15]
- 1931: Altonaer Museum: Johann Holtz, Graphik, Buch- und Schriftkunst.[16]
- 1975: Schleswig-Holsteinisches Landesmuseum Schleswig: Johann Holtz: Ausstellung zum 100. Geburtstag[17]

## Ehrungen
- 1997 wurde der Johann-Holtz-Weg in Flensburg nach Johann Holtz benannt.[18]